# 294402 Joeorr
294402 Joeorr este un asteroid din centura principală de asteroizi.

## Descriere
294402 Joeorr este un asteroid din centura principală de asteroizi. A fost descoperit pe 11 noiembrie 2007 la Stația Anderson Mesa de Larry H. Wasserman. Asteroidul prezintă o orbită caracterizată de o semiaxă mare de 2,22 ua, o excentricitate de 0,20 și o înclinație de 3,2° în raport cu ecliptica.